# Мокряки (Смоленская область)
Мокряки — деревня в Духовщинском районе Смоленской области России. Входит в состав Добринского сельского поселения. Население — 21 житель (2007 год). 
Расположена в северной части области в 48 км к северу от Духовщины, в 6 км севернее автодороги Р136 Смоленск — Нелидово. В 51 км восточнее деревни расположена железнодорожная станция Никитинка на линии Дурово — Владимирский Тупик. 

## История
В годы Великой Отечественной войны деревня была оккупирована гитлеровскими войсками в июле 1941 года, освобождена в сентябре 1943 года.